# 食物与燃料之争

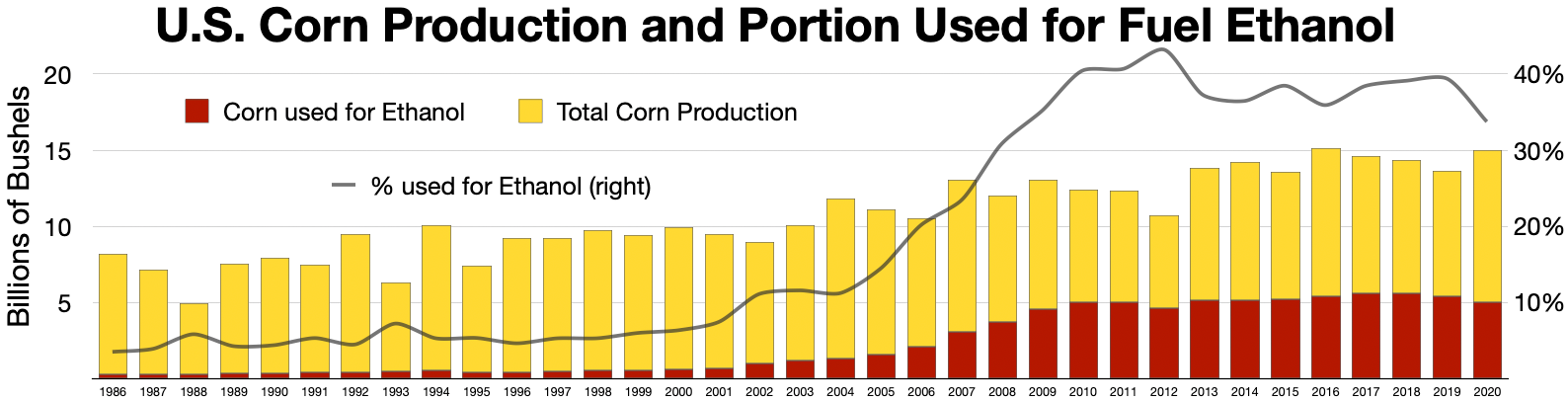
美國的玉米與乙醇生產
玉米總產量 (蒲式耳) (左)
用作乙醇燃料的玉米（蒲式耳）（左）
用於乙醇的玉米百分比（右）

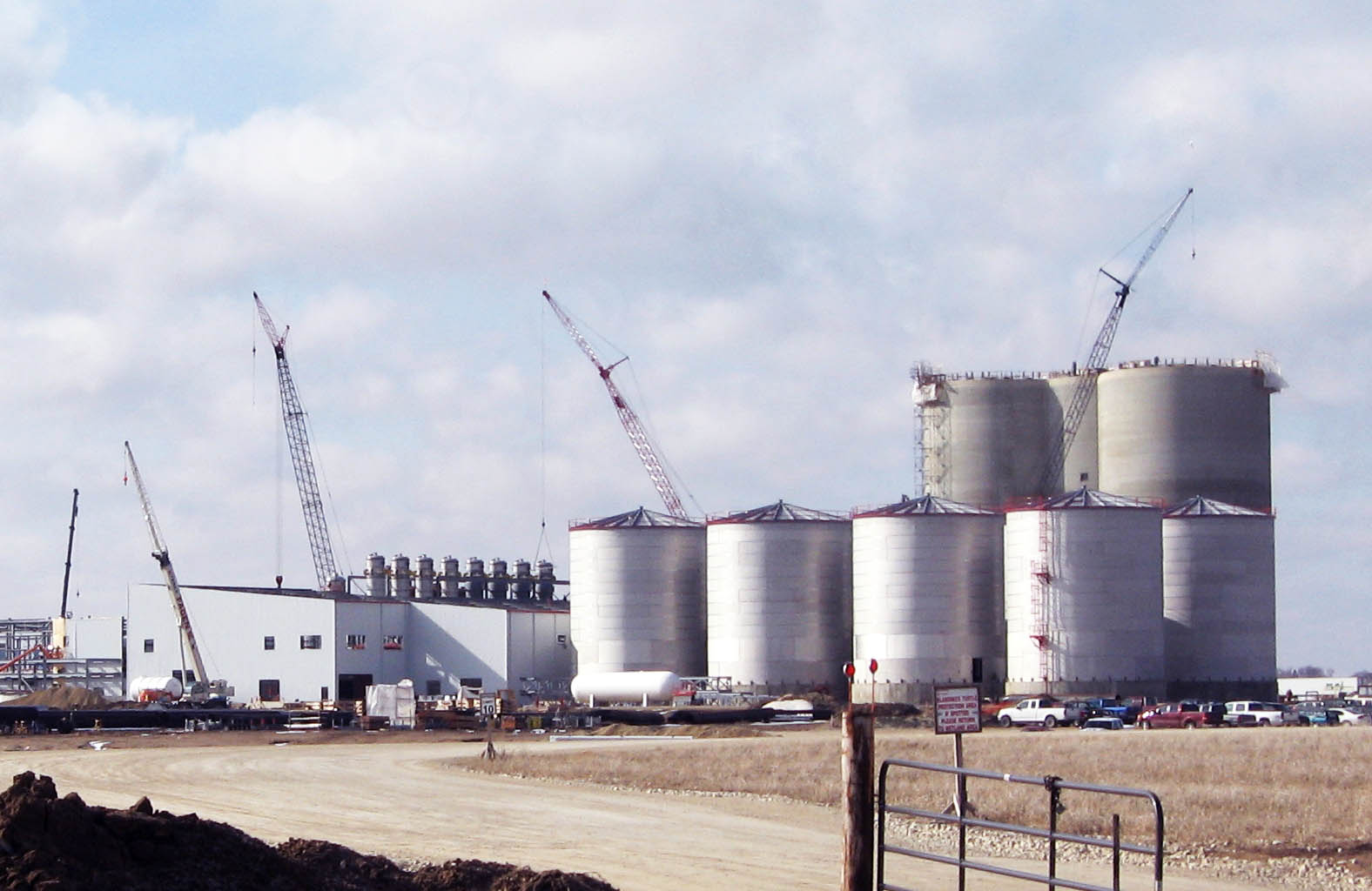
正在建设的乙醇燃料工厂, 位于巴特勒縣 (愛阿華州)

食物与燃料之争（Food vs. fuel）是指占用耕地或者挪用粮食作物用以生产生物燃料，可能会导致粮食安全受到损害的全球规模的困境。整个国际范围内都存在"食物还是燃料"的争论，并且争论双方都持有有说服力的论据。关于这一问题有多严重，何者导致了这一问题，以及针对这个问题能够或应该做些什么，目前仍存在分歧。
生物燃料的产量近年来有所增加。一些农产品如玉米、甘蔗、植物油等，既可以作为食品、 饲料，也可以用于生产生物燃料。例如，美国自2006年以来，部分曾用于种植其他作物的土地现在用于生产生物燃料，同时有大量的玉米被用于乙醇生产，这一比例在2007年达到25%。
生物燃料政策多大程度地导致了农产品价格水平上升和波动是一个争论的焦点。国际贸易和可持续发展中心最近的一项研究显示，假如美国的乙醇产量自2004年起维持不变，那么到2009年玉米的价格将会比实际状况低21%。市场导向造成的乙醇增产导致了玉米价格的上升。  莱斯特·R·布朗声称，即使将美国的粮食收成全部用于生产生物燃料，也只能满足汽车燃料需求的16％，这使得能源市场与食品市场面对稀缺的耕地资源产生了激烈的竞争，从而导致粮食价格上涨。  目前针对原料为非食品作物，作物残留物和废物的第二代生物燃料的生产正在开展大量的研发工作。 第二代生物燃料可能会使粮食的和燃料的耕作更好地结合起来，甚至可以同时进行发电，这能够为发展中国家和发达国家的农村地区带来益处。 
虽然由于2003年能源危机带来的油价上涨、减少对石油的依赖和减少交通工具温室气体排放的意愿使得全球对于生物燃料的需求不断上升，但这种需求也导致了对自然栖息地被转化为农田这种潜在的破坏的担忧 。 这种权衡几年前就引起了环保团体的担忧   ，但直到2007-08年全球粮食价格危机这一争论才拓展到全球层面。另一方面，一些研究显示在不增加种植面积的前提下，生物燃料的产能可以被显著提高。由此称当前的危机仍然依赖于粮食短缺。 
 

## 食品价格上涨
从1974年至2005年实际食品价格（经过通货膨胀调整）下降75％。食品类商品价格在2000年和2001年达到低点后相对稳定。因此，近期的快速食品价格上涨被认为是特殊的。世界银行发表于2008年7月的政策研究工作报告发现，2005年增加的粮食商品价格如谷物等带领价格大幅上涨，尽管在全球范围内有创纪录的作物收获。从2005年1月至2008年6月，玉米价格几乎增加了三倍，小麦价格增加了127％，而大米价格上涨了170％。在谷物价格上涨之后，随后就是脂肪和石油价格在2006年中期上涨。另外，研究发现，甘蔗产量有迅速的增涨，并且这产量增涨大到足以让糖价上涨小，除了在2005年和2006年初之外。文章的结论是，从粮食生产的生物燃料和其他相关因素的组合，提高了食品价格在70〜75％，但是，从甘蔗生产的乙醇并没有显著推动在近期粮食商品价格的增加。

## 对发展中国家的影响
富国对燃料的需求现在正在与穷国对粮食的需求展开竞争。 2006年世界粮食消费量的增加是由于燃料消费量的增加，而不是人类消费量的增加。 用乙醇填充25美制加侖（95公升）燃料箱所需的谷物可以养活一个人一年。
几个因素结合起来，使最近的谷物和油籽价格上涨对贫穷国家的影响更大：
- 穷人购买更多的谷物（例如小麦），并且更容易受到谷物价格变化的影响[22][23]。
- 穷人在食品上花费了更多的收入，因此食品价格上涨对他们的影响更大[24][25]。
- 当价格上涨时，购买食物并将其发送到贫穷国家的援助组织看到更多的需求，但在相同的预算下只能够购买更少的食物[26]。

## 提议的原因

### 政府对食品和燃料市场的监管

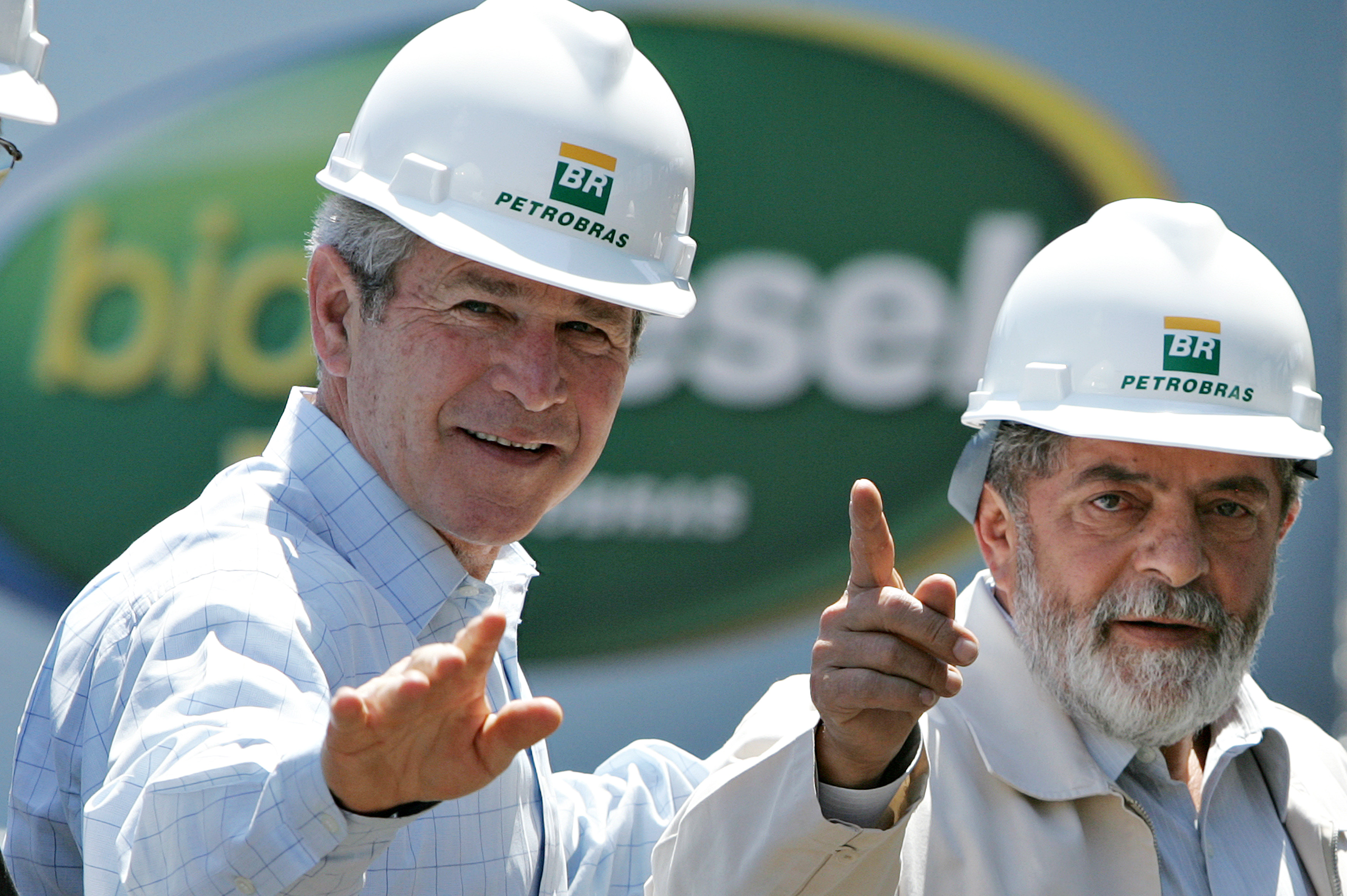
路易斯·伊纳西奥·卢拉·达席尔瓦總統和乔治·沃克·布什總統在布什訪問巴西期間，2007年3月

法国、德国、英国和美国政府通过税收减免、强制使用和补贴来支持生物燃料。 这些政策产生了意想不到的后果，即从粮食生产中转移资源并导致粮食价格飙升和自然栖息地的潜在破坏。

### 用于生物燃料的非粮食作物
有不同类型的生物燃料和不同的原料，有人提议只将非粮食作物用作生物燃料。 这避免了对玉米和食用植物油等商品的直接竞争。 然而，只要农民能够通过改用生物燃料获得更大的利润，他们就会。根据供求规律预测，如果生产粮食的农民减少，粮食价格就会上涨。
第二代生物燃料使用木质纤维素原料，例如森林残留物（有时称为硫酸盐制浆法或亚硫酸盐工艺制浆厂的棕色废物和黑液）。 第三代生物燃料（来自藻类的生物燃料）使用可用于生产生物柴油和生物乙醇的非食用原材料来源。
人们早就认识到，大量供应的农业纤维素，即通常被称为“天然聚合物”的木质纤维素材料，将是生物燃料和许多其他产品的理想材料来源。由木质素和单糖（如葡萄糖、果糖、阿拉伯糖、半乳糖和木糖）组成，这些成分本身就非常有价值。历史上，有一些常用的方法诱使“顽固”纤维素分离或水解成其木质素和糖部分，用蒸汽爆炸、超临界水、酶、酸和碱。所有这些方法都涉及热量或化学品，价格昂贵，转化率较低，并且会产生废料。近年来，“机械化学”（mechanochemistry）的兴起导致使用球磨机和其他磨机设计在催化剂存在的情况下将纤维素还原成细粉，一种常见的膨润土或高岭石粘土，可以快速水解纤维素低能量输入纯糖和木质素。目前仍处于试点阶段，这项有前途的技术提供了一种可能性，即任何农业经济体都可以摆脱其将石油提炼为运输燃料的要求。这将是碳中和能源的重大改进，并允许继续大规模使用内燃机。